# Sopiko Achmeteli
Sopiko Achmeteli (georgisch სოფიკო ახმეტელი englisch Sofia Akhmeteli; * 28. März 1981) ist eine ehemalige georgische Skirennläuferin.

## Karriere
Achmeteli gab ihr internationales Renndebüt 7. Januar 1997 bei den niederländischen Meisterschaften, welche in Flachau ausgetragen wurden. Bereits einen Monat später nahm sie an ihren ersten Weltmeisterschaften in Sestriere teil, wobei sie im Slalom den 39. Platz belegte.
Im darauffolgenden Jahr vertrat sie Georgien erstmals bei Olympischen Winterspielen. Bei den Wettkämpfen in Nagano wurde sie im Slalom jedoch disqualifiziert und blieb so ohne Platzierung.
Am 24. Oktober 1998 gab Achmeteli beim Riesenslalom von Sölden ihr Weltcupdebüt, wobei sie bereits im ersten Durchgang ausschied. 
Abgesehen von internationalen Großereignissen und vereinzelten Starts im Weltcup startete Achmeteli hauptsächlich bei FIS-Renne, wo sie im Laufe ihrer Karriere insgesamt 16 Siege feiern konnte.
Ihr letztes internationales Rennen bestritt sie am 17. April 2005 in Geilo, danach ist sie als Sportlerin nicht mehr in Erscheinung getreten.

## Erfolge

### Olympische Winterspiele
- Nagano 1998: DSQ Slalom
- Salt Lake City 2002: DNF Riesenslalom, DNF Slalom

### Weltmeisterschaften
- Sestriere 1997: 39. Slalom
- Vail/Beaver Creek 1999: DNF Riesenslalom, DNF Slalom
- St. Anton 2001: DNS Slalom
- St. Moritz 2003: 36. Slalom, 45. Riesenslalom
- Santa Caterina 2005: 41. Riesenslalom, DSQ Slalom

### Juniorenweltmeisterschaften
- Schladming 1997: DNF Riesenslalom, DNF Slalom

### Universiade
- Innsbruck 2005: 18. Slalom, 32. Riesenslalom

### Weitere Erfolge
- 16 Siege bei FIS-Rennen